# Heinrich III. von Daun

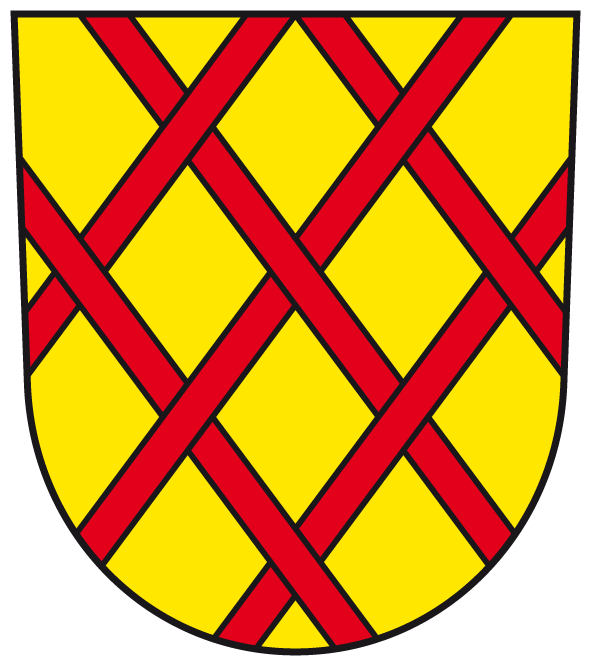
Wappen des Adelsgeschlechtes von Daun

Heinrich III. von Daun-Oberstein oder Heinrich de Duno († 8. Juni 1319) war von 1318 bis 1319 Bischof von Worms.

## Herkunft und Familie
Er entstammte dem Daun-Obersteiner Zweig des Adelsgeschlechtes von Daun mit ihrer Stammburg Oberstein bei der heutigen Stadt Idar-Oberstein. Der frühere Wormser Bischof Richard von Daun († 1257) war sein Großonkel.
Heinrich III. wurde geboren als Sohn des  Wirich II. von Daun und seiner Gattin Raugräfin Kunigunde. Sie und ihr Bruder, der Wormser Bischof Emich I. († 1299), waren Kinder von Raugraf Heinrich I., dessen Leben, wegen unschuldiger Verwicklung in ein fürstliches Eifersuchtsdrama mit tödlichem Ausgang, von großer Tragik überschattet wurde.

## Leben und Wirken
Heinrich trat in den geistlichen Stand ein. Nach der Bischofsernennung seines Onkels Emich avancierte er um 1294 zum Propst des St. Paulusstifts in Worms, bald auch zum Wormser Dompropst. Er wurde zum engen Vertrauten des Onkels und war mit ihm zusammen an der Gründung bzw. finanziellen Dotierung des Liebfrauenstiftes beteiligt. Er gilt als dessen Mitgründer und wurde sein erster Propst.
Der Onkel Emich I. starb am 24. Juli 1299. Nach seinem Tod erfolgte im Herbst des Jahres eine zwiespältige Wormser Bischofswahl. Man wählte Eberwin von Cronberg, jedoch erhielt auch Heinrich von Daun eine größere Anzahl Stimmen. Der Mainzer Erzbischof Gerhard II. von Eppstein setzte eine Untersuchungskommission ein und erkannte Eberwins Wahl am 21. Dezember 1299 als gültig an. Noch im gleichen Jahr wurde Heinrich von Daun Stiftspropst von Wimpfen. Nach Cronbergs 1303 erfolgtem Tod blieb das Bistum zeitweise vakant und von 1307 bis 1318 regierte Bischof Emmerich von Schöneck.
Als dieser im Februar 1318 starb wählte das Domkapitel am 31. März einstimmig Heinrich von Daun zum Nachfolger, welche Entscheidung der Mainzer Erzbischof Peter von Aspelt am 5. Juni des Jahres konfimierte.
Dem Bischof war nur eine kurze Regierungszeit vergönnt. Am 17. Juni bestätigte er – ganz im Sinne des Onkels – alle Rechte und Freiheiten der Wormser Bürger. Heinrich III. von Daun-Oberstein starb bereits am 8. Juni 1319 und wurde im Ostteil des Wormser Domes im Nebenchor vor dem Martinsaltar beigesetzt.